# Britische Unterhauswahlen
Bei den britischen Unterhauswahlen (englisch general elections) werden die Abgeordneten des House of Commons im Vereinigten Königreich gewählt. Die Dauer der Legislaturperiode beträgt fünf Jahre. Seit 2010 gibt es 650 Wahlkreise (engl. constituencies), in denen je ein Sitz nach dem Mehrheitswahlrecht vergeben wird.

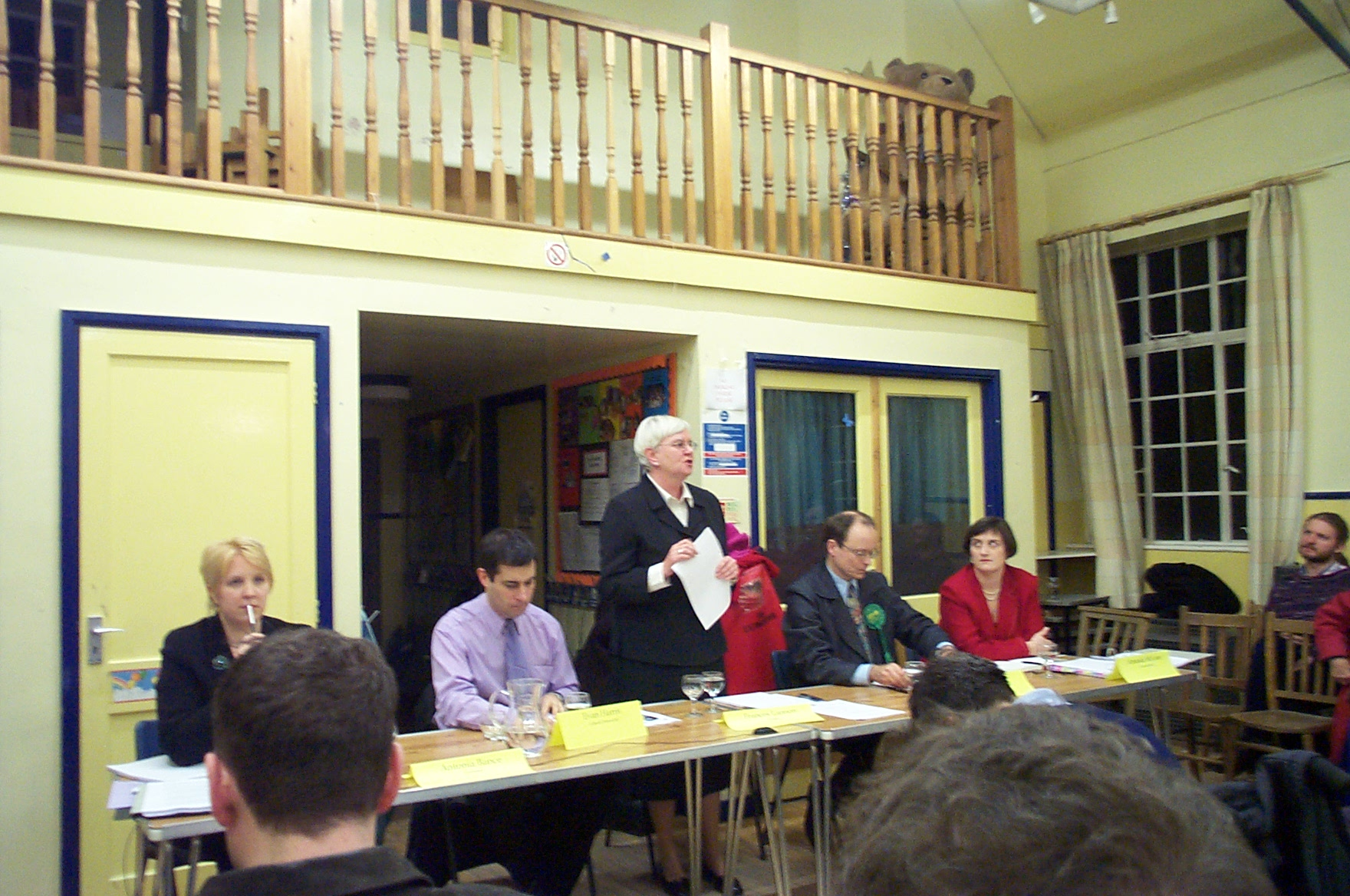
Eine Wahlkampfveranstaltung im Wahlkreis Oxford West and Abingdon vor der Unterhauswahl 2005

## Durchführung
Eine Unterhauswahl muss vor Beginn einer Legislaturperiode stattfinden. Deren Länge beträgt seit der Verabschiedung des Parliament Act im Jahr 1911 maximal fünf Jahre. Sie konnte höchstens um die benötigte Zeit für den Wahlkampf und die Regierungsbildung verlängert werden (üblicherweise fünf bis acht Wochen). Der Premierminister konnte bis zur Unterhauswahl 2010 den Wahltermin nach seinen Vorstellungen – z. B. wegen günstiger Umfragewerte – auf einen beliebigen Zeitpunkt vor Ablauf der Fünfjahresfrist festlegen (meist nach vier Jahren). Die Frist begann zu laufen, nachdem das neu gewählte Parlament zur ersten Sitzung zusammengekommen war. Um Neuwahlen ansetzen zu können, bat der Premierminister den Monarchen, das Parlament mittels königlicher Proklamation aufzulösen. Neuwahlen fanden dann 17 Werktage nach dem Tag der Proklamation statt.
Mit der Verabschiedung des Fixed-term Parliaments Act im Jahr 2011 durch die konservativ-liberale Koalition wurden feste 5-Jahres-Legislaturperioden eingeführt (Art. 1 Abs. 2). Demnach fand die nächste Unterhauswahl am 7. Mai 2015 statt (Art. 1 Abs. 2). Unter gewissen Voraussetzungen ist aber auch eine frühere Neuwahl möglich (z. B. Antrag von 2/3 aller Abgeordneten des Unterhauses gem. Art. 2 Abs. 1(b)).
Seit 1935 fand jede Unterhauswahl an einem Donnerstag statt. Von den 16 Unterhauswahlen seit 1945 wurden vier im Oktober durchgeführt, vier im Juni, drei im Mai und zwei im Februar.

## Wahlrecht
Jeder britische Bürger, irische Bürger oder Bürger eines Commonwealth-Landes, der am Wahltag mindestens 18 Jahre alt ist und im Vereinigten Königreich lebt, ist wahlberechtigt. Ausgenommen sind Mitglieder des House of Lords, Gefängnisinsassen, Geisteskranke und Personen, die während der letzten fünf Jahre wegen eines Verstoßes gegen das Wahlgesetz verurteilt wurden.
Mitglieder des britischen Königshauses sind theoretisch wahlberechtigt. Doch in der Praxis würde es als verfassungswidrig angesehen, wenn sie ihr Wahlrecht ausübten. Britische Bürger, die ins Ausland gezogen sind, bleiben noch 15 Jahre wahlberechtigt. Ebenfalls im Ausland wahlberechtigt sind Angehörige des Militärs, Diplomaten und andere Staatsangestellte. Die Wähler müssen im Wählerregister vermerkt sein, um wählen zu können. Sie können sich bis 11 Werktage vor der Wahl eintragen lassen. Es besteht keine Wahlpflicht.

## Wahlsystem
Das britische Parlament wird im Mehrheitswahlverfahren gewählt (engl. first past the post). Erreicht eine Partei die absolute Mehrheit der Sitze, bildet sie die neue Regierung und der Parteivorsitzende wird Premierminister. In den seltenen Fällen ohne klare Mehrheitsverhältnisse (siehe Hung parliament) bilden zwei oder mehr Parteien eine Koalition, wobei der Anführer der größten Koalitionspartei Premierminister wird. Alternativ kann eine Partei auch eine Minderheitsregierung bilden, die sich auf informelle Absprachen mit anderen Parteien stützt.
Das Mehrheitswahlrecht führt teilweise zu großen Verzerrungen. Eine Partei, die landesweit 20 Prozent der Stimmen erreicht, kann ohne weiteres nur sehr wenige Sitze erringen. Eine solche Partei kann von kleinen regionalen Parteien überflügelt werden, die landesweit vielleicht ein Prozent der Wähler auf sich vereinigen, jedoch in bestimmten Wahlkreisen eine starke Wählerbasis haben.
Dieses Wahlsystem wird vor allem von jenen Parteien kritisiert, die bei der Anwendung des Verhältniswahlrechts viel besser abschneiden würden, namentlich den Liberal Democrats. Diese verfügen nicht wie Labour (ärmere Stadtviertel) oder die Tories (ländliche Kreise in England und wohlhabende Vorstädte) über eine geographisch klar definierte Wählerschaft und müssen durch ihre relative Gleichverteilung auf alle Kreise oftmals mit Rang 2 vorliebnehmen. Auch die Liberaldemokraten haben einige Hochburgen im Land (Zentralwales, Nordschottland, Südwestengland, Südwest-London).
Befürworter des Mehrheitswahlrechts argumentieren,
- dass extremistische Parteien praktisch keine Chance haben, in einem Unterhaus-Wahlkreis eine Mehrheit der Stimmen zu erringen (= einen Abgeordneten ihrer Partei ins Unterhaus zu bekommen)
- dass die Wähler sich besser mit ihrem Abgeordneten identifizieren können und
- dass der Abgeordnete so ein stärkeres Interesse daran hat, im Sinne seiner Wähler abzustimmen, als wenn er per Listenplatz auf der Wahlliste seiner Partei ins Parlament gewählt worden wäre (dann unterläge er stärker der Parteidisziplin).

## Nach den Wahlen
Die Wahllokale schließen um 22:00 Uhr und die Auszählung beginnt üblicherweise sofort. Die Resultate werden in manchen Fällen gegen 23:00 Uhr bekanntgegeben, in den meisten Wahlkreisen geschieht dies zwischen 3:00 und 4:00 Uhr morgens. In Nordirland beginnt die Auszählung erst am Morgen nach der Wahl, wobei die Resultate am frühen Nachmittag bekannt werden.
Falls die Regierungspartei die Wahlen gewinnt, bleibt die Regierung automatisch im Amt und muss nicht bestätigt oder neu eingesetzt werden. Falls die Opposition genug Sitze gewonnen hat, um die Regierung bilden zu können, übergibt der Premierminister dem Monarchen sein Rücktrittsschreiben. Der Monarch ernennt dann den Vorsitzenden der Oppositionspartei zum Premierminister, dieser ernennt dann die Kabinettsminister. Bei einem klaren Wahlerfolg der Opposition tritt der neue Premierminister gewöhnlich binnen 24 Stunden nach Schließung der Wahllokale (und z. T. bevor alle Wahlkreise ausgezählt sind) sein Amt an.
Der unterlegene Premierminister hat die Option, auch im Falle einer Wahlniederlage im Amt zu bleiben. In der Thronrede (in der der Monarch das Regierungsprogramm bekanntgibt), kann eine Klausel für einen Vertrauens- oder Misstrauensantrag für die alte Regierung enthalten sein. Der letzte Premierminister, der von dieser Möglichkeit Gebrauch machte, war Edward Heath im Jahr 1974. Als jedoch die Koalitionsgespräche mit den Liberal Democrats scheiterten, trat er zurück. Daraufhin beauftragte Königin Elisabeth II. den Vorsitzenden der Labour Party, Harold Wilson, mit der Bildung einer neuen Regierung. Der Monarch kann erst dann einen neuen Premierminister einsetzen, wenn dessen Vorgänger formell zurückgetreten ist; er kann also niemanden zum Rücktritt zwingen. Falls der amtierende Premierminister im Amt bestätigt wurde, nimmt er üblicherweise eine kleinere Kabinettsumbildung vor. Die größte Oppositionspartei wird zur „Offiziellen Opposition“, auch bekannt als „Loyale Opposition Seiner Majestät“ (engl. His Majesty’s Loyal Opposition).

## Nachwahlen
Falls ein Parlamentsabgeordneter stirbt oder zurücktritt, muss der Sitz seines Wahlkreises durch eine Nachwahl (engl. by-election) neu besetzt werden. Diese Wahlen sind meist unbedeutend, da die amtierende Regierung meist über eine komfortable Mehrheit verfügt. Oft tendieren die Wähler in Nachwahlen dazu, den Kandidaten einer Oppositionspartei oder einer Protestpartei zu wählen.
Nachwahlen haben dann einen Einfluss auf die amtierende Regierung, wenn diese nur über eine hauchdünne Mehrheit verfügt und diese durch eine Nachwahl verliert. Dies war zuletzt bei der konservativen Regierung von John Major (Premierminister November 1990–1997) der Fall. Während seiner Amtszeit (1992–1997) fanden 18 Nachwahlen statt. Die Conservative Party verlor acht Sitze und verfügte ab Dezember 1996 nicht mehr über die absolute Mehrheit. Dank einer inoffiziellen Koalition mit der nordirischen UUP konnte sich Major bis März 1997 im Amt halten, als die Fünfjahresfrist ablief. Die Unterhauswahlen am 1. Mai 1997 verlor Major; die seit 1979 regierenden Konservativen verloren die Macht an die Labour Party unter Tony Blair.
Die Partei, die die Nachwahl gewann, wertet diesen Sieg oft als positives Signal und/oder als Indiz für den Beliebtheitsgrad der amtierenden Regierung. Meist haben lokale Themen einen viel höheren Stellenwert als bei Gesamterneuerungswahlen, die nationale Politik ist eher nebensächlich. Auch die Persönlichkeit der Kandidaten hat eine größere Bedeutung.

## Wahlergebnisse seit 1918

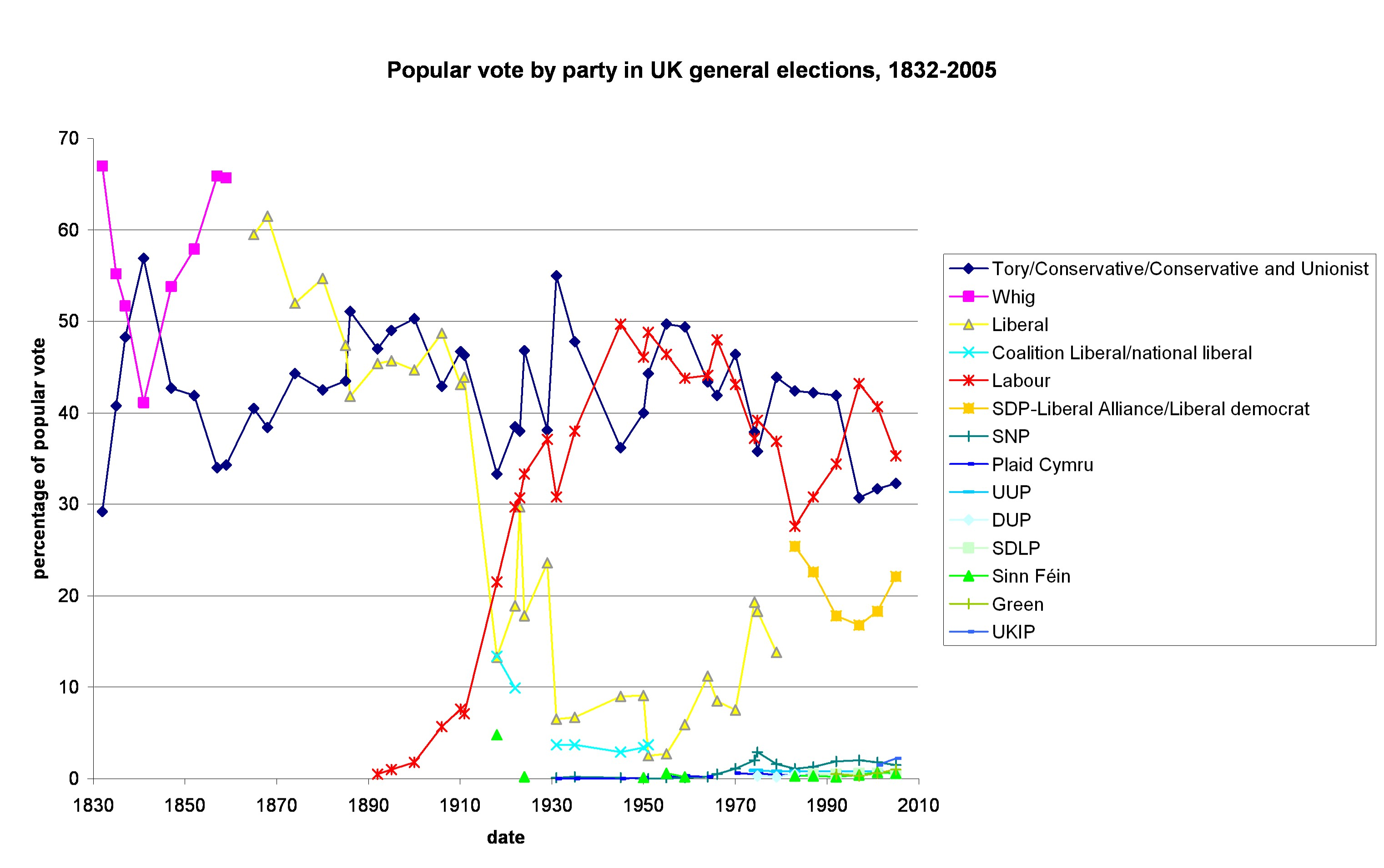
Wahlergebnisse der britischen Unterhauswahlen von 1832 bis 2005

| Wahl | Datum             | Premierminister    | Partei                                             | Mehrheit |
| ---- | ----------------- | ------------------ | -------------------------------------------------- | -------- |
| 1918 | 14. Dezember 1918 | David Lloyd George | Liberal Party (Koalitionsregierung)                | 238      |
| 1922 | 15. November 1922 | Andrew Bonar Law   | Conservative Party                                 | 74       |
| 1923 | 6. Dezember 1923  | Ramsay MacDonald   | Labour Party                                       |          |
| 1924 | 29. Oktober 1924  | Stanley Baldwin    | Conservative Party                                 | 210      |
| 1929 | 30. Mai 1929      | Ramsay MacDonald   | Labour Party                                       |          |
| 1931 | 27. Oktober 1931  | Ramsay MacDonald   | National Labour Organisation (Nationale Regierung) | 492      |
| 1935 | 14. November 1935 | Stanley Baldwin    | Conservative Party (Nationale Regierung)           | 242      |
| 1945 | 5. Juli 1945      | Clement Attlee     | Labour Party                                       | 146      |
| 1950 | 23. Februar 1950  | Clement Attlee     | Labour Party                                       | 5        |
| 1951 | 25. Oktober 1951  | Winston Churchill  | Conservative Party                                 | 17       |
| 1955 | 26. Mai 1955      | Anthony Eden       | Conservative Party                                 | 54       |
| 1959 | 8. Oktober 1959   | Harold Macmillan   | Conservative Party                                 | 100      |
| 1964 | 15. Oktober 1964  | Harold Wilson      | Labour Party                                       | 5        |
| 1966 | 31. März 1966     | Harold Wilson      | Labour Party                                       | 96       |
| 1970 | 18. Juni 1970     | Edward Heath       | Conservative Party                                 | 31       |
| 1974 | 28. Februar 1974  | Harold Wilson      | Labour Party                                       |          |
| 1974 | 10. Oktober 1974  | Harold Wilson      | Labour Party                                       | 3        |
| 1979 | 3. Mai 1979       | Margaret Thatcher  | Conservative Party                                 | 43       |
| 1983 | 9. Juni 1983      | Margaret Thatcher  | Conservative Party                                 | 144      |
| 1987 | 11. Juni 1987     | Margaret Thatcher  | Conservative Party                                 | 102      |
| 1992 | 9. April 1992     | John Major         | Conservative Party                                 | 21       |
| 1997 | 1. Mai 1997       | Tony Blair         | Labour Party                                       | 179      |
| 2001 | 7. Juni 2001      | Tony Blair         | Labour Party                                       | 167      |
| 2005 | 5. Mai 2005       | Tony Blair         | Labour Party                                       | 66       |
| 2010 | 6. Mai 2010       | David Cameron      | Conservative Party                                 |          |
| 2015 | 7. Mai 2015       | David Cameron      | Conservative Party                                 | 11       |
| 2017 | 8. Juni 2017      | Theresa May        | Conservative Party                                 |          |
| 2019 | 12. Dezember 2019 | Boris Johnson      | Conservative Party                                 | 80       |
| 2024 | 4. Juli 2024      | Keir Starmer       | Labour Party                                       | 172      |